# Vasco da Gama (Rio de Janeiro)
Vasco da Gama is een wijk in Rio de Janeiro in Brazilië. De wijk werd in 1998 gecreëerd ter ere van het honderdjarig bestaan van voetbalclub CR Vasco da Gama, dat met zijn thuisbasis Estádio São Januário, de enige topclub is die niet in het Maracanã speelt.

## Geografie
De wijk Vasco da Gama grenst aan de wijken Benfica, Caju en São Cristóvão.

## Cultuur

### Bezienswaardigheden
- Estádio São Januário, stadion van de voetbalclub CR Vasco da Gama
- Museu de Astronomia e Ciências Afins (MAST),[1] wetenschapsmuseum

## Galerij

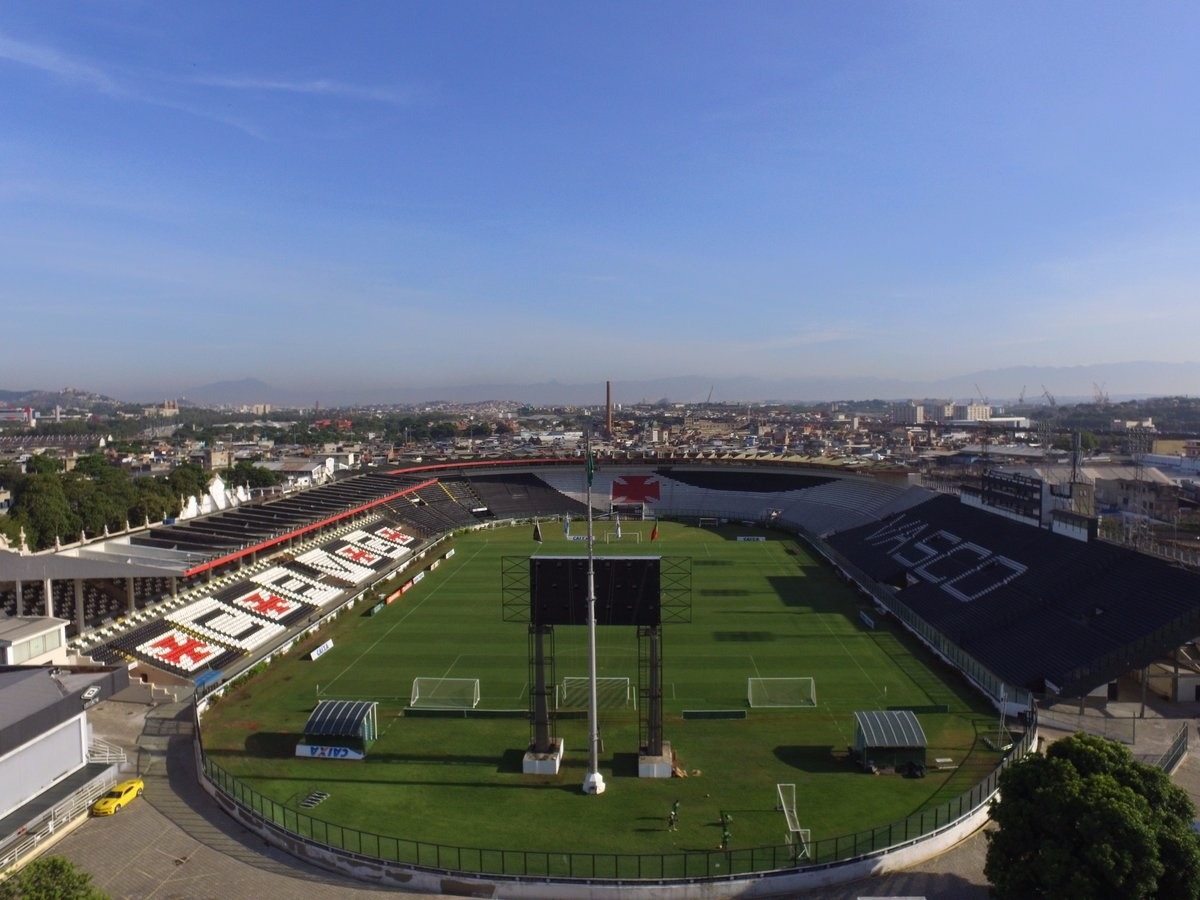
Het stadion Estádio São Januário
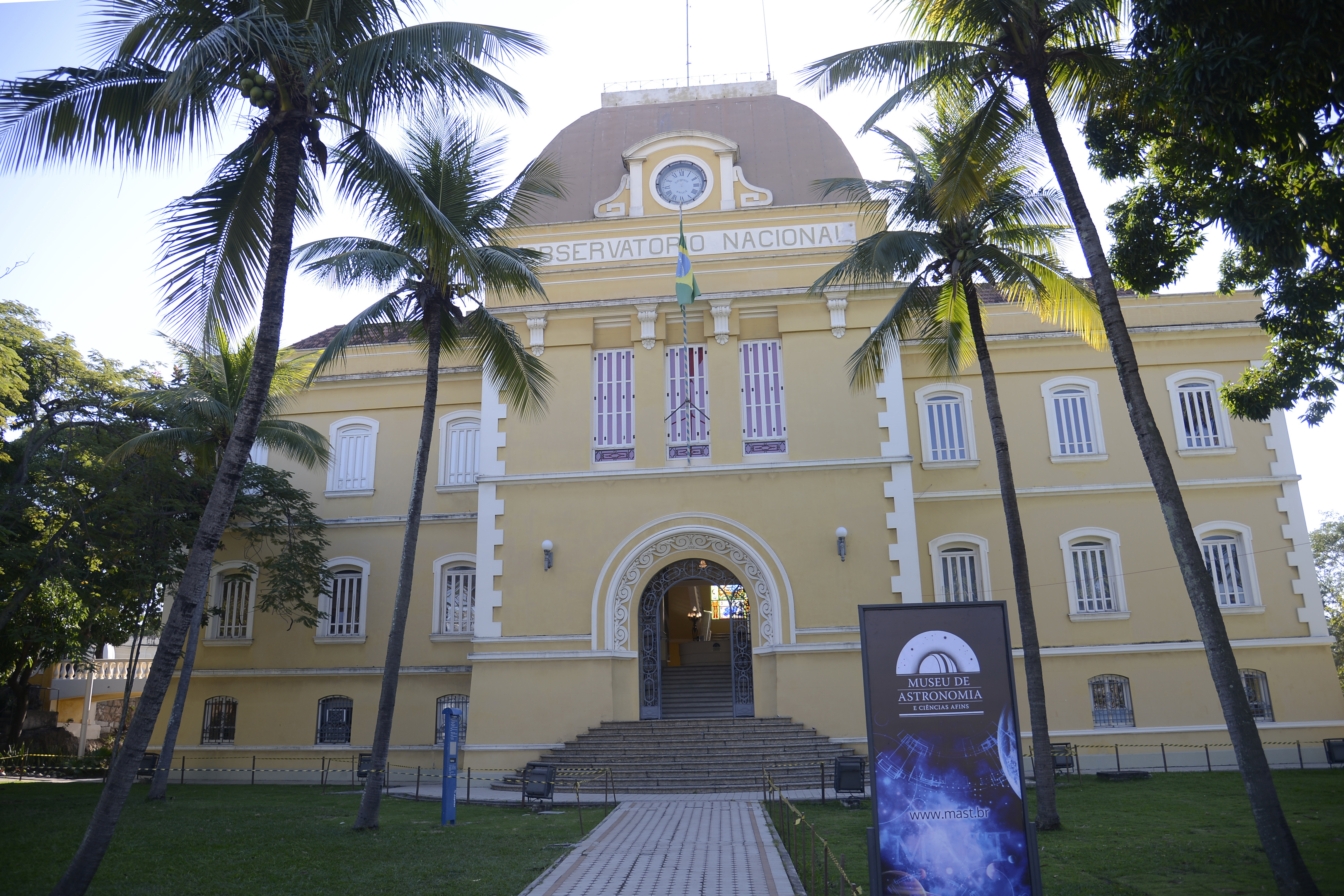
Museu de Astronomia e Ciências Afins